# Trachystohamus subelongatus
Trachystohamus subelongatus là một loài bọ cánh cứng trong họ Cerambycidae.